# Puchar Polski w piłce nożnej (2012/2013)/Puchary wojewódzkie
Puchar Polski w piłce nożnej mężczyzn na szczeblu wojewódzkim - Rozgrywki pucharowe mające na celu wyłonienie klubów z niższych lig z poszczególnych województw do udziału w Pucharze Polski w piłce nożnej mężczyzn 2013/2014. Każde województwo ma prawo wyłonić jedną drużynę, która będzie je reprezentować w Pucharze Polski. W eliminacjach obowiązkowo biorą udział drużyny od 3 ligi do klasy okręgowej. Drużyny z A-klasy mogą nie przystąpić do rozgrywek, a zespoły z klas niższych nie są zobowiązane do brania udziału w eliminacjach.

## Województwo Dolnośląskie
Udział biorą zwycięzcy czterech pucharów okręgowych.
| Uczestnicy tej edycji                           | Uczestnicy tej edycji | Uczestnicy tej edycji | Uczestnicy tej edycji |
| ----------------------------------------------- | --------------------- | --------------------- | --------------------- |
| KOW                                             | Olimpia Kowary        | Jelenia Góra          |                       |
| CZ2                                             | Czarni II Rokitki     | Legnica               |                       |
| BIE                                             | Bielawianka Bielawa   | Wałbrzych             |                       |
| WIW                                             | Wiwa Goszcz           | Wrocław               |                       |
| W kolumnie pierwszej podano skróty nazw drużyn. |                       |                       |                       |

### Półfinały
| 19 czerwca 2013 17:00 CET | Czarni II Rokitki · C. Serkies 50' | 1:0 | Wiwa Goszcz | Goszcz |
|                           |                                    |     |             |        |

| 5 czerwca 2013 17:00 CET | Olimpia Kowary · J. Rudnicki 52' · M. Udod 72' · S. Szujewski 90' | 3:2 | Bielawianka Bielawa · 32' (k) P. Ochota · 55' T. Zieliński | Kowary |
|                          |                                                                   |     |                                                            |        |

### Finał
| 26 czerwca 2013 17:00 CET | Czarni II Rokitki | 3:2 | Olimpia Kowary | Rokitki |
|                           |                   |     |                |         |

## Województwo Kujawsko-Pomorskie
Udział biorą zwycięzcy 1/8 finału i 1/4 finału. Start w nich zapewnieni mieli zwycięzcy pucharów okręgowych.
| Uczestnicy tej edycji                           | Uczestnicy tej edycji | Uczestnicy tej edycji | Uczestnicy tej edycji |
| ----------------------------------------------- | --------------------- | --------------------- | --------------------- |
| CUI                                             | Cuiavia Inowrocław    | Obrońca tytułu        |                       |
| PGM                                             | Pogoń Mogilno         | Bydgoszcz             |                       |
| GRF                                             | Gryf Sicienko         | Bydgoszcz             |                       |
| WŁK                                             | Włocłavia Włocławek   | Włocławek             |                       |
| W kolumnie pierwszej podano skróty nazw drużyn. |                       |                       |                       |

### Półfinały
| 5 czerwca 2013 17:00 CET | Włocłavia Włocławek · B. Abbott 36', 42' · P. Szczęsny 67' | 3:0 | Pogoń Mogilno | Włocławek |
|                          |                                                            |     |               |           |

| 12 czerwca 2013 17:00 CET | Pogoń Mogilno | 0:2 | Włocłavia Włocławek · 31' M. Skonieczny · 41' P. Szczęsny | Mogilno |
|                           |               |     |                                                           |         |

Włocłavia Włocławek wygrała 5-0
| 22 maja 2013 17:00 CET | Gryf Sicienko · A. Dąbrowski 12' | 1:1 | Cuiavia Inowrocław · 38' (k) M. Żurowski | Sicienko |
|                        |                                  |     |                                          |          |

| 5 czerwca 2013 17:00 CET | Cuiavia Inowrocław · K. Kretkowski 14' · S. Maziarz 44' (k), 51' · S. Hulisz 49' · M. Żurowski 50' | 5:0 | Gryf Sicienko | Inowrocław |
|                          | |     |               |            |

Cuiavia Inowrocław wygrała 6-1

### Finał
| 18 czerwca 2013 17:00 CET | Cuiavia Inowrocław · S. Maziarz 16', 87' · K. Kretkowski 38' | 3:4 | Włocłavia Włocławek · 31' D. Kwiatkowski · 34', 47' P. Szczęsny · 79' B. Abbott | Inowrocław |
|                           |                                                              |     |                                                                                 |            |

| 26 czerwca 2013 17:00 CET | Włocłavia Włocławek · M. Malczak 4' · B. Abbott 71' (k) · D. Kwiatkowski 76' | 3:1 | Cuiavia Inowrocław · 53' B. Klimczewski | Włocławek |
|                           |                                                                              |     |                                         |           |

Włocławia Włocławek wygrała 7-4

## Województwo Lubelskie
Udział biorą zwycięzcy czterech pucharów okręgowych.
| Uczestnicy tej edycji                           | Uczestnicy tej edycji  | Uczestnicy tej edycji | Uczestnicy tej edycji |
| ----------------------------------------------- | ---------------------- | --------------------- | --------------------- |
| ORP                                             | Orlęta Radzyń Podlaski | Biała Podlaska        |                       |
| CHM                                             | Chełmianka Chełm       | Chełm                 |                       |
| AVI                                             | Avia Świdnik           | Lublin                |                       |
| HET                                             | Hetman Zamość          | Zamość                |                       |
| W kolumnie pierwszej podano skróty nazw drużyn. |                        |                       |                       |

### Półfinały
| 11 czerwca 2013 17:30 CET | Chełmianka Chełm · T. Borys 65' · O. Wróbel 73' · D. Rusiecki 89' | 3:1 | Avia Świdnik · 88' B. Mazurek | Chełm |
|                           |                                                                   |     |                               |       |

| 12 czerwca 2013 17:30 CET | Hetman Zamość · K. Szura 63' · P.Gałka 68', 85' | 3:0 | Orlęta Radzyń Podlaski | Zamość |
|                           |                                                 |     |                        |        |

### Finał
| 26 czerwca 2013 17:30 CET | Hetman Zamość · P. Gałka 9', 47' · K. Grela 68' · H. Czady 75' | 4:2 | Chełmianka Chełm · 40' (k) D. Rusiecki · 90' (k) P. Wójcik | Zamość |
|                           |                                                                |     |                                                            |        |

## Województwo Lubuskie
Udział biorą zwycięzcy 1/8 finału i 1/4 finału. Start w nich zapewnieni mieli zwycięzcy pucharów okręgowych.
| Uczestnicy tej edycji                           | Uczestnicy tej edycji     | Uczestnicy tej edycji | Uczestnicy tej edycji |
| ----------------------------------------------- | ------------------------- | --------------------- | --------------------- |
| WAS                                             | Warta Słońsk              | Gorzów Wielkopolski   |                       |
| ŁĘK                                             | ŁKS Łęknica               | Zielona Góra          |                       |
| MOS                                             | Formacja Port 2000 Mostki | Zielona Góra          |                       |
| PRŻ                                             | Promień Żary              | Zielona Góra          |                       |
| W kolumnie pierwszej podano skróty nazw drużyn. |                           |                       |                       |

### Półfinały
| 12 czerwca 2013 17:30 CET | Warta Słońsk | 1:3 | ŁKS Łęknica | Słońsk |
|                           |              |     |             |        |

| 12 czerwca 2013 17:30 CET | Formacja Port 2000 Mostki | 5:1 | Promień Żary | Mostki |
|                           |                           |     |              |        |

### Finał
| 27 czerwca 2013 18:00 CET | Formacja Port 2000 Mostki · T. Pawlak 48' · Bebeto 53' · A. Loliga 83' | 3:0 | ŁKS Łęknica | Gorzów Wielkopolski |
|                           |                                                                        |     |             |                     |

## Województwo Łódzkie
Udział biorą zwycięzcy 1/4 finału. Start w nim zapewnieni mieli zwycięzcy pucharów okręgowych.
| Uczestnicy tej edycji                           | Uczestnicy tej edycji      | Uczestnicy tej edycji | Uczestnicy tej edycji |
| ----------------------------------------------- | -------------------------- | --------------------- | --------------------- |
| WI2                                             | Widzew II Łódź             | Łódź                  |                       |
| LTM                                             | Lechia Tomaszów Mazowiecki | Piotrków Trybunalski  |                       |
| BE2                                             | GKS II Bełchatów           | Piotrków Trybunalski  |                       |
| MRM                                             | Mazovia Rawa Mazowiecka    | Skierniewice          |                       |
| W kolumnie pierwszej podano skróty nazw drużyn. |                            |                       |                       |

### Półfinały
| 29 maja 2013 17:00 CET | GKS II Bełchatów · K. Niedzielski 2' · P. Zięba 37' · D. Gul 53' · D. Cukiernik 73', 75' | 5:0 | Mazovia Rawa Mazowiecka | Bełchatów |
|                        |                                                                                          |     |                         |           |

| 12 czerwca 2013 17:00 CET | Widzew II Łódź · K. Marat 76' | 1:2 | Lechia Tomaszów Mazowiecki · 15' D. Potakowski · 53' K. Rakowski | Łódź |
|                           |                               |     |                                                                  |      |

### Finał
| 19 czerwca 2013 17:00 CET | Lechia Tomaszów Mazowiecki · K. Król 4' · M. Tonowicz 117' | 2:1 pd. | GKS II Bełchatów · 47' F. Rośniak | Tomaszów Mazowiecki |
|                           |                                                            |         |                                   |                     |

## Województwo Małopolskie
Udział biorą zwycięzcy czterech pucharów okręgowych.
| Uczestnicy tej edycji                           | Uczestnicy tej edycji      | Uczestnicy tej edycji | Uczestnicy tej edycji |
| ----------------------------------------------- | -------------------------- | --------------------- | --------------------- |
| DAL                                             | Dalin Myślenice            | Kraków                |                       |
| TYM                                             | KS Tymbark                 | Nowy Sącz             |                       |
| DDT                                             | Dąbrovia Dąbrowa Tarnowska | Tarnów                |                       |
| JAS                                             | Jałowiec Stryszawa         | Wadowice              |                       |
| W kolumnie pierwszej podano skróty nazw drużyn. |                            |                       |                       |

### Półfinały
| 29 czerwca 2013 11:00 CET | Jałowiec Stryszawa | 0:0 k. 5:4 | Dąbrovia Dąbrowa Tarnowska | Stryszawa |
|                           |                    |            |                            |           |

| 30 czerwca 2013 18:00 CET | KS Tymbark · M. Czaja 7' · D. Kurczab 30' (k) · Ł. Ryś 45' · T. Sułkowski 50' · M. Hochół 85' | 5:0 | Dalin Myślenice | Tymbark |
|                           |                                                                                               |     |                 |         |

### Finał
| 3 lipca 2013 18:00 CET | Jałowiec Stryszawa | 0:3 | KS Tymbark · 8', 68' T. Sułkowski · 42' J. Piwowarczyk | Kraków |
|                        |                    |     |                                                        |        |

## Województwo Mazowieckie
Udział biorą zwycięzcy 1/8 finału i 1/4 finału. Start w nich zapewnieni mieli zwycięzcy pucharów okręgowych, zespoły z Młodej Ekstraklasy i zespoły z województwa grające w 3 lidze.
| Uczestnicy tej edycji                           | Uczestnicy tej edycji     | Uczestnicy tej edycji | Uczestnicy tej edycji |
| ----------------------------------------------- | ------------------------- | --------------------- | --------------------- |
| PGM                                             | Pogoń Grodzisk Mazowiecki | 3 liga                |                       |
| MAZ                                             | Mazur Karczew             | 3 liga                |                       |
| URS                                             | Ursus Warszawa            | 3 liga                |                       |
| JGA                                             | Sparta Jazgarzew          | Warszawa              |                       |
| W kolumnie pierwszej podano skróty nazw drużyn. |                           |                       |                       |

### Półfinały
| 29 maja 2013 17:00 CET | Pogoń Grodzisk Mazowiecki · M. Rybaczuk 29' · M. Feliksiak 89' | 2:1 | Mazur Karczew · 83' R. Barzyc | Grodzisk Mazowiecki |
|                        |                                                                |     |                               |                     |

| 29 maja 2013 17:00 CET | Sparta Jazgarzew | 2:5 | Ursus Warszawa | Jazgarzew |
|                        |                  |     |                |           |

### Finał
| 12 czerwca 2013 17:00 CET | Pogoń Grodzisk Mazowiecki | 0:3 | Ursus Warszawa · J. Kabala 21' · D. Jarczak 36', 72' | Grodzisk Mazowiecki |
|                           |                           |     |                                                      |                     |

## Województwo Opolskie
Udział biorą zwycięzcy 1/32, 1/16, 1/8 i 1/4 finału.
| Uczestnicy tej edycji                           | Uczestnicy tej edycji   | Uczestnicy tej edycji | Uczestnicy tej edycji |
| ----------------------------------------------- | ----------------------- | --------------------- | --------------------- |
| POP                                             | Piast Strzelce Opolskie | -                     |                       |
| NAM                                             | Start Namysłów          | -                     |                       |
| ODO                                             | Odra Opole              | -                     |                       |
| SWO                                             | Swornica Czarnowąsy     | -                     |                       |
| W kolumnie pierwszej podano skróty nazw drużyn. |                         |                       |                       |

### Półfinały
| 1 maja 2013 17:00 CET | Piast Strzelce Opolskie · K. Jakubczak 21', 51', 85' (k) · D. Wolny 29' · M. Sacha 69' | 5:3 | Start Namysłów · 34', 57', 73' R. Samborski | Strzelce Opolskie |
|                       |                                                                                        |     |                                             |                   |

| 1 maja 2013 17:00 CET | Odra Opole · T. Wawrzyniak 1' · D. Zawieja 60' | 2:1 | Swornica Czarnowąsy · 83' (k) A. Steczek | Opole |
|                       |                                                |     |                                          |       |

### Finał
| 15 maja 2013 18:00 CET | Piast Strzelce Opolskie · D. Zoglowek 28' · P. Korchut 78' | 2:5 | Odra Opole · 31', 80' D. Wolny · 53' D. Wasil · 55' R. Malicki · 65' M. Filipowicz | Brzeg |
|                        |                                                            |     |                                                                                    |       |

## Województwo Podkarpackie
Udział biorą zwycięzcy czterech pucharów okręgowych.
| Uczestnicy tej edycji                           | Uczestnicy tej edycji | Uczestnicy tej edycji | Uczestnicy tej edycji |
| ----------------------------------------------- | --------------------- | --------------------- | --------------------- |
| POP                                             | Polonia Przemyśl      | Jarosław              |                       |
| SSA                                             | Stal Sanok            | Krosno                |                       |
| IGL                                             | Igloopol Dębica       | Rzeszów-Dębica        |                       |
| MOK                                             | OKS Mokrzyszów        | Stalowa Wola          |                       |
| W kolumnie pierwszej podano skróty nazw drużyn. |                       |                       |                       |

### Półfinały
| 5 czerwca 2013 17:00 CET | Igloopol Dębica | 0:1 | Stal Sanok · 89' O. Szałamaj | Dębica |
|                          |                 |     |                              |        |

| 6 czerwca 2013 17:00 CET | OKS Mokrzyszów · Ł. Rzepiela 36' · K. Haliniak 79' · J. Sołtykiewicz 88' | 3:5 | Polonia Przemyśl · 41' A. Małyk · 54' P. Sokił · 68' K. Walaszczyk · 86', 87' P. Sedlaczek | Tarnobrzeg |
|                          |                                                                          |     |                                                                                            |            |

### Finał
| 13 czerwca 2013 17:00 CET | Stal Sanok · Ł. Tabisz 3' · M. Faka 9' · S. Sobolak 45' | 3:1 | Polonia Przemyśl · 76' P. Sedlaczek | Sanok |
|                           |                                                         |     |                                     |       |

| 26 czerwca 2013 17:00 CET | Polonia Przemyśl | 0:1 | Stal Sanok · 46' O. Szałamaj | Przemyśl |
|                           |                  |     |                              |          |

Stal Sanok wygrała 4-1

## Województwo Podlaskie
Udział biorą zwycięzcy poprzednich rund (I-VI). Możliwość startu miały wszystkie drużyny z województwa.
| Uczestnicy tej edycji                           | Uczestnicy tej edycji   | Uczestnicy tej edycji | Uczestnicy tej edycji |
| ----------------------------------------------- | ----------------------- | --------------------- | --------------------- |
| ŁOM                                             | ŁKS 1926 Łomża          | -                     |                       |
| WIS                                             | Wissa Szczuczyn         | -                     |                       |
| DĄB                                             | Dąb Dąbrowa Białostocka | -                     |                       |
| ZMB                                             | Olimpia Zambrów         | -                     |                       |
| W kolumnie pierwszej podano skróty nazw drużyn. |                         |                       |                       |

### Półfinały
| 15 maja 2013 17:00 CET | ŁKS 1926 Łomża · P. Olesiński 9' · A. Mleczek 24' · A. Rydzewski 42' · J. Ambrożewicz 78' · D. Doliwa 87' (sam.) | 5:0 | Wissa Szczuczyn | Łomża |
|                        | |     |                 |       |

| 15 maja 2013 17:00 CET | Dąb Dąbrowa Białostocka · N. Toczydłowski 74' | 1:0 | Olimpia Zambrów | Dąbrowa Białostocka |
|                        |                                               |     |                 |                     |

### Finał
| 12 czerwca 2013 19:00 CET | ŁKS 1926 Łomża · A. Rydzewski 47' · nieznany zawodnik 66' (sam.) · M. Laskowski 75' · P. Olesiński 79' | 4:1 | Dąb Dąbrowa Białostocka · 89' P. Bondziul | Łomża |
|                           | |     |                                           |       |

## Województwo Pomorskie
Udział biorą zwycięzcy poprzednich rund (I-IV). Start w nich zapewnieni mieli zwycięzcy pucharów okręgowych oraz zespoły z województwa grające w 4 lidze.
| Uczestnicy tej edycji                           | Uczestnicy tej edycji | Uczestnicy tej edycji | Uczestnicy tej edycji |
| ----------------------------------------------- | --------------------- | --------------------- | --------------------- |
| KAS                                             | Kaszubia Kościerzyna  | 4 liga                |                       |
| HRG                                             | Huragan Przodkowo     | 4 liga                |                       |
| PPO                                             | Pomorze Potęgowo      | 4 liga                |                       |
| CAR                                             | Cartusia Kartuzy      | 4 liga                |                       |
| W kolumnie pierwszej podano skróty nazw drużyn. |                       |                       |                       |

### Półfinały
| 26 czerwca 2013 18:00 CET | Kaszubia Kościerzyna · B. Prokopów 46' · J. Przybyszewski 49' | 2:0 | Pomorze Potęgowo | Kościerzyna |
|                           |                                                               |     |                  |             |

| 26 czerwca 2013 18:00 CET | Huragan Przodkowo | 0:1 | Cartusia Kartuzy | Przodkowo |
|                           |                   |     |                  |           |

### Finał
| 29 czerwca 2013 18:00 CET | Kaszubia Kościerzyna | 0:1 | Cartusia Kartuzy | Malbork |
|                           |                      |     |                  |         |

## Województwo Śląskie
Udział biorą zwycięzcy 1/8 finału i 1/4 finału. Start w nich mieli zagwarantowani zwycięzcy pucharów okręgowych
| Uczestnicy tej edycji                           | Uczestnicy tej edycji | Uczestnicy tej edycji | Uczestnicy tej edycji |
| ----------------------------------------------- | --------------------- | --------------------- | --------------------- |
| SRM                                             | Sarmacja Będzin       | Sosnowiec             |                       |
| SK2                                             | Skra II Częstochowa   | Częstochowa           |                       |
| REK                                             | Rekord Bielsko-Biała  | Bielsko-Biała         |                       |
| WES                                             | Górnik Wesoła         | Katowice              |                       |
| W kolumnie pierwszej podano skróty nazw drużyn. |                       |                       |                       |

### Półfinały
| 5 czerwca 2013 17:00 CET | Sarmacja Będzin · A. Grociak 36' | 1:3 | Rekord Bielsko-Biała · 20' B. Woźniak · 54' D. Stolarczyk · 64' T. Wuwer | Będzin |
|                          |                                  |     |                                                                          |        |

| 12 czerwca 2013 17:00 CET | Skra II Częstochowa · J. Pawlak 21' · M. Woldan 67' · B. Gliński 71' · K. Groborz 76' | 4:0 | Górnik Wesoła | Częstochowa |
|                           |                                                                                       |     |               |             |

### Finał
| 18 czerwca 2013 17:00 CET | Skra II Częstochowa · M. Chmiest 114' | 1:0 pd. | Rekord Bielsko-Biała | Częstochowa |
|                           |                                       |         |                      |             |

## Województwo Świętokrzyskie
Udział biorą zwycięzcy poprzednich rund (I-VI). Start miały zagwarantowane wszystkie drużyny z województwa.
| Uczestnicy tej edycji                           | Uczestnicy tej edycji             | Uczestnicy tej edycji | Uczestnicy tej edycji |
| ----------------------------------------------- | --------------------------------- | --------------------- | --------------------- |
| KSZ                                             | KSZO 1929 Ostrowiec Świętokrzyski | -                     |                       |
| WMA                                             | Wierna Małogoszcz                 | -                     |                       |
| NID                                             | Nida Pińczów                      | -                     |                       |
| LU2                                             | Lubrzanka II Kajetanów            | -                     |                       |
| W kolumnie pierwszej podano skróty nazw drużyn. |                                   |                       |                       |

### Półfinały
| 19 czerwca 2013 17:30 CET | KSZO 1929 Ostrowiec Świętokrzyski · K. Dziadowicz 28' | 1:0 | Wierna Małogoszcz | Ostrowiec Świętokrzyski |
|                           |                                                       |     |                   |                         |

| 19 czerwca 2013 17:30 CET | Nida Pińczów · Ł. Rechowicz 90' | 1:0 | Lubrzanka II Kajetanów | Pińczów |
|                           |                                 |     |                        |         |

### Finał
| 29 czerwca 2013 17:00 CET | KSZO 1929 Ostrowiec Świętokrzyski · D. Żak 28' · M. Kosowski 38' | 2:1 | Nida Pińczów · 71' (k) Ł. Mika | Radoszyce |
|                           |                                                                  |     |                                |           |

## Województwo Warmińsko-Mazurskie
Udział biorą zwycięzcy poprzednich rund (I-V). Start miały zagwarantowane wszystkie drużyny z województwa.
| Uczestnicy tej edycji                           | Uczestnicy tej edycji | Uczestnicy tej edycji | Uczestnicy tej edycji |
| ----------------------------------------------- | --------------------- | --------------------- | --------------------- |
| PIS                                             | Pisa Barczewo         | -                     |                       |
| WIK                                             | GKS Wikielec          | -                     |                       |
| HMG                                             | Huragan Morąg         | -                     |                       |
| ZBP                                             | Znicz Biała Piska     | -                     |                       |
| W kolumnie pierwszej podano skróty nazw drużyn. |                       |                       |                       |

### Półfinały
| 12 czerwca 2013 17:00 CET | Pisa Barczewo | 0:3 | Huragan Morąg · 40', 44' P. Żórański · 69' D. Chiliński | Barczewo |
|                           |               |     |                                                         |          |

| 12 czerwca 2013 17:00 CET | GKS Wikielec · R. Sobociński 40' · A. Kołakowski 62' | 2:1 | Znicz Biała Piska · 70' M. Butkiewicz | Wikielec |
|                           |                                                      |     |                                       |          |

### Finał
| 19 czerwca 2013 17:00 CET | GKS Wikielec · R. Sobociński 48', 90' · J. Jęczewski 60' | 3:2 | Huragan Morąg · 7' P. Żórański · 26' R. Stefanowicz | Orneta |
|                           |                                                          |     |                                                     |        |

## Województwo Wielkopolskie
Udział biorą zwycięzcy poprzednich rund (I-II). Start zagwarantowany mieli zwycięzcy pucharów okręgowych. 
| Uczestnicy tej edycji                           | Uczestnicy tej edycji             | Uczestnicy tej edycji | Uczestnicy tej edycji |
| ----------------------------------------------- | --------------------------------- | --------------------- | --------------------- |
| OST                                             | Ostrovia 1909 Ostrów Wielkopolski | Kalisz                |                       |
| KLE                                             | Sokół Kleczew                     | Konin                 |                       |
| W kolumnie pierwszej podano skróty nazw drużyn. |                                   |                       |                       |

### Finał
| 19 czerwca 2013 17:00 CET | Sokół Kleczew | 2:2 pd. k. 6:5 | Ostrovia 1909 Ostrów Wielkopolski | Kleczew |
|                           |               |                |                                   |         |

## Województwo Zachodniopomorskie
Udział biorą zwycięzcy dwóch pucharów okręgowych.
| Uczestnicy tej edycji                           | Uczestnicy tej edycji | Uczestnicy tej edycji | Uczestnicy tej edycji |
| ----------------------------------------------- | --------------------- | --------------------- | --------------------- |
| BAK                                             | Bałtyk Koszalin       | Koszalin              |                       |
| CHP                                             | Chemik Police         | Szczecin              |                       |
| W kolumnie pierwszej podano skróty nazw drużyn. |                       |                       |                       |

### Finał
| 25 czerwca 2013 18:00 CET | Chemik Police | 0:3 | Bałtyk Koszalin · 18' S. Fijołek · 40' M. Wiśniewski · 50' P. Waleszczyk | Police |
|                           |               |     |                                                                          |        |